# Championnat d'Europe d'omnium féminin
Le Championnat d'Europe d'omnium féminin est le championnat d'Europe de l'omnium organisé annuellement par l'Union européenne de cyclisme. Le premier championnat d'Europe d'omnium a eu lieu en 1997 avec des compétitions axées sur des épreuves d'endurance. En 2008, une compétition privilégiant les sprinteuses est créée.
Depuis 2010, il est organisé dans le cadre des championnats d'Europe de cyclisme sur piste élites et il reprend les épreuves de l'omnium des Jeux olympiques.

## Palmarès

### Omnium olympique
De 2010 à 2015, cette épreuve comprend un tour lancé (sur 250 mètres), une course aux points, une course à l'élimination, une poursuite, une course scratch et un contre-la-montre départ arrêté (sur 500 mètres).
Après les Jeux olympiques de Rio de 2016, lors du congrès de l'UCI à Doha (en même temps que les championnats du monde de cyclisme sur route), le règlement est modifié. Les épreuves sont réduites de six à quatre et se déroulent toutes en peloton sur une seule journée. De plus, la course tempo devient l'une des quatre manches au programme, avec la course scratch, la course à l'élimination et la course aux points. Pour l'UCI, il s'agit de définir l'omnium comme la spécialité des coureurs endurants.
| Année | Or                 | Argent             | Bronze              |
| ----- | ------------------ | ------------------ | ------------------- |
| 2010  | Leire Olaberría    | Tatsiana Sharakova | Malgorzata Wojtyra  |
| 2011  | Laura Trott        | Tatsiana Sharakova | Kirsten Wild        |
| 2012  | Tatsiana Sharakova | Aušrinė Trebaitė   | Katarzyna Pawłowska |
| 2013  | Laura Trott        | Kirsten Wild       | Jolien D'Hoore      |
| 2014  | Laura Trott        | Jolien D'Hoore     | Anna Knauer         |
| 2015  | Laura Trott        | Amalie Dideriksen  | Aušrinė Trebaitė    |
| 2016  | Katie Archibald    | Kirsten Wild       | Lotte Kopecky       |
| 2017  | Katie Archibald    | Kirsten Wild       | Elisa Balsamo       |
| 2018  | Kirsten Wild       | Katie Archibald    | Letizia Paternoster |
| 2019  | Kirsten Wild       | Laura Kenny        | Tatsiana Sharakova  |
| 2020  | Elisa Balsamo      | Laura Kenny        | Maria Novolodskaya  |
| 2021  | Katie Archibald    | Victoire Berteau   | Rachele Barbieri    |
| 2022  | Rachele Barbieri   | Clara Copponi      | Daria Pikulik       |
| 2023  | Katie Archibald    | Daria Pikulik      | Lotte Kopecky       |
| 2024  | Anita Stenberg     | Neah Evans         | Valentine Fortin    |
| 2025  | Lorena Wiebes      | Maddie Leech       | Amalie Dideriksen   |

- Tableau des médailles

| Rang  | Nation          | Or | Argent | Bronze | Total |
| ----- | --------------- | -- | ------ | ------ | ----- |
| 1     | Grande-Bretagne | 8  | 5      | 0      | 13    |
| 2     | Pays-Bas        | 3  | 3      | 1      | 7     |
| 3     | Italie          | 2  | 0      | 3      | 5     |
| 4     | Espagne         | 1  | 0      | 0      | 1     |
| 4     | Norvège         | 1  | 0      | 0      | 1     |
| 6     | Biélorussie     | 0  | 2      | 1      | 3     |
| 6     | France          | 0  | 2      | 1      | 3     |
| 8     | Belgique        | 0  | 1      | 3      | 4     |
| 8     | Pologne         | 0  | 1      | 3      | 4     |
| 10    | Lituanie        | 0  | 1      | 1      | 2     |
| 10    | Danemark        | 0  | 1      | 1      | 2     |
| 12    | Allemagne       | 0  | 0      | 1      | 1     |
| 12    | Russie          | 0  | 0      | 1      | 1     |
| Total | Total           | 15 | 16     | 16     | 47    |

### Omnium endurance
Cette épreuve est composée d'une course aux points, d'une poursuite individuelle, d'une course scratch et d'une course à élimination.
| Année | Or                 | Argent                        | Bronze                  |
| ----- | ------------------ | ----------------------------- | ----------------------- |
| 1997  | Antonella Bellutti | Ingrid Haringa                | Sally Boyden            |
| 1998  | Olga Slyusareva    | Leontien Zijlaard-van Moorsel | Svetlana Samokhvalova   |
| 1999  | Olga Slyusareva    | Antonella Bellutti            | Debby Mansveld          |
| 2001  | Olga Slyusareva    | Svetlana Ivakhovenkova        | Vera Carrara            |
| 2002  | Olga Slyusareva    | Svetlana Ivakhovenkova        | Natalia Karimova        |
| 2003  | Olga Slyusareva    | Elena Tchalykh                | Iryna Yanovych          |
| 2004  | Lyudmyla Vypyraylo | Apollinaria Bakova            | Eleonora Soldo          |
| 2005  | Olga Slyusareva    | Lada Kozlíková                | Gema Pascual Torrecilla |
| 2006  | Lada Kozlíková     | Yulia Aroustamova             | Carolina Lüthi          |
| 2007  | Vera Carrara       | Gema Pascual Torrecilla       | Elke Gebhardt           |
| 2008  | Elena Tchalykh     | Ellen van Dijk                | Anastasia Tchulkova     |
| 2009  | Evgenia Romanyuta  | Jolien D'Hoore                | Monia Baccaille         |

### Omnium sprint
Cette épreuve est composée d'un 200 mètres lancé, d'un keirin, d'une course à élimination et d'une épreuve de vitesse individuelle.
| Année | Or                 | Argent          | Bronze             |
| ----- | ------------------ | --------------- | ------------------ |
| 2008  | Yvonne Hijgenaar   | Elise van Hage  | Helena Casas Roige |
| 2009  | Simona Krupeckaitė | Olga Streltsova | Viktoria Baranova  |